# Белоголовая фолклендская утка-пароход
Белоголовая фолклендская утка-пароход (лат. Tachyeres leucocephalus) — вид нелетающих птиц из семейства утиных. Подвидов не выделяют. Эндемик Аргентины.
Описана в 1981 году Филипом Хамфри и Максом С. Томпсоном. Встречается только вдоль побережья залива Сан-Хорхе.

## Описание
У взрослого самца белые голова и шея с ярко-жёлтым или оранжевым клювом, желто-оранжевые ноги с перепонками и небольшими черными когтями, серое туловище и белое брюхо.
У взрослой же самки голова и шея коричневые, клюв жёлтый с зеленоватым оттенком. От глаза до шеи проходит небольшая белая линия.

## Ареал
Встречается только вдоль побережья залива Сан-Хорхе в провинциях Чубут и Санта-Крус.

## Поведение

### Рацион
Белоголовая фолклендская утка-пароход питается моллюсками и ракообразными, которых достаёт со дна за счёт ныряния.

### Гнездование
Представители данного вида гнездятся с октября по февраль. Гнёзда делаются из травы, веток и мусора, собранного во время прилива. Кладка обычно содержит 5-6 яиц.
Утки этого вида гнездятся на 500 км вдоль береговой линии от устья реки Чубут до границы между провинциями Чубут и Санта-Крус. По оценкам, насчитывается 3700 гнездящихся пар. При исследовании 292 км вдоль континентальной береговой линии и 59 км вдоль береговой линии островов с 2004 по 2006 год  было обнаружено 170 гнезд, из которых 169 на островах или островках и только одно на континентальной береговой линии. Все гнезда были найдены в бухтах или заливах возле мелководья в местах, защищенных от сильных ветров или больших волн. Более спокойные воды создают лучшие условия для поиска пищи, и птицам легче в них ориентироваться. Белоголовые фолклендские утки-пароходы предпочитают места гнездования с по присутствующим кустарниковым покровом. Кустарниковый покров скрывает гнездо от хищных птиц.

### Спасение от врагов
При нападении врага утки начинают быстро плыть, хлопая крыльями по воде и гребя ногами, создавая эффект, похожий на работу колесного парохода. Таким образом могут развивать скорость до 24 км/ч.

## Угрозы
Белоголовые фолклендские утки-пароходы сталкиваются в дикой природе со многими угрозами, самыми распространёнными из которых являются разлив нефти, разрушение среды обитания, хищники и инвазионные виды. За последние 30 лет произошло несколько разливов нефти, которые повлияли на размножение уток, загрязнив воду возле мест гнездования. Тремя основными инвазионными видами, влияющими на птиц, являются вид крабов Carcinus maenas, ундария перистая и Balanus glandula, изменяющие среду обитания.
На воде на белоголовых фолклендских уток-пароходов нападают южные морские львы и косатки.
Яйца иногда поедают доминиканские чайки и обыкновенные каракары.

## Охранный статус
Вид находится под угрозой исчезновения и имеет охранный статус «Уязвимый вид» (Vulnerable, VU). Популяция данного вида уменьшается. Продолжительность поколения составляет 7,8 года.